# City of Glen Eira
City of Glen Eira är en kommun i Australien. Den ligger i delstaten Victoria, omkring 12 kilometer sydost om delstatshuvudstaden Melbourne. Antalet invånare var 140 875 vid folkräkningen 2016.
Följande samhällen finns i Glen Eira:
- Carnegie
- Bentleigh
- Caulfield North
- Caulfield South
- Elsternwick
- Murrumbeena
- Caulfield
- Glen Huntly
- Gardenvale